# Pigeon de Sao Tomé
Columba thomensis
Espèce
Statut de conservation UICN

 EN B1ab(ii,v);C2a(ii) : En danger
Le Pigeon de Sao Tomé (Columba thomensis) est une espèce d'oiseaux appartenant à la famille des Columbidae.

## Répartition
Cet oiseau est endémique de São Tomé.

## Publication originale
- Bocage, 1888 : Oiseaux nouveaux de l'île St. Thomé. Jornal de Sciencias Mathematicas, Physicas e Naturaes, Academia Real das Sciencias de Lisboa, vol. XII, n. 48, p. 229-232.